# Rohr (Francia)
Rohr è un comune francese di 287 abitanti situato nel dipartimento del Basso Reno nella regione del Grand Est.

## Società

### Evoluzione demografica
Abitanti censiti